# Episoriculus
Episoriculus (Ellermann & Morrison-Scott, 1966) è un genere di toporagni della famiglia dei Soricidi.

## Descrizione

### Dimensioni
Al genere Episoriculus appartengono toporagni di piccole dimensioni, con lunghezza della testa e del corpo tra 53 e 81 mm e la lunghezza della coda tra 37 e 100 mm.

### Caratteristiche craniche e dentarie
Il cranio è delicato, con un rostro stretto e una scatola cranica arrotondata. L'incisivo inferiore ha un denticolo prominente sul bordo tagliente. Le punte dei denti sono pigmentate di castano scuro. Sono presenti quattro denti superiori unicuspidati, dei quali l'ultimo è minuto e poco visibile.
Sono caratterizzati dalla seguente formula dentaria:

### Aspetto
Il corpo è snello. Le parti dorsali variano dal grigio chiaro al marrone, mentre le parti ventrali sono più chiare. La coda è solitamente uguale o più lunga della testa e del corpo 

## Distribuzione
Il genere è diffuso nel Subcontinente indiano, in Cina e in Indocina.

## Tassonomia
Il genere comprende 4 specie.
- Episoriculus caudatus
- Episoriculus fumidus
- Episoriculus leucops
- Episoriculus macrurus